# 皮膚弛緩症
皮膚弛緩症（ひふしかんしょう、cutis laxa）は、先天的に弾性線維の変性や減少によって生じる皮膚疾患。

## 症状
皮膚は柔軟になり、顔の皮膚が垂れ下がり老人様顔貌になる。

## 原因
- 先天性: 出生時から幼児期に出現。

## 鑑別
エーラス・ダンロス症候群との鑑別
1. エーラス･ダンロス症候群では膠原線維の障害に対し、皮膚弛緩症は弾性線維の障害である。
2. エーラス･ダンロス症候群では皮膚を引っ張るとすぐ戻るのに対し、皮膚弛緩症では引っ張ると元になかなか戻らない。
3. エーラス･ダンロス症候群では血管の壁も弱くなるため易出血性がみられるが、皮膚弛緩症ではみられない。